# خواهران مونکاتا
خواهران مونکاتا (انگلیسی: The Munekata Sisters) یک فیلم درام ژاپنی به کارگردانی یاسوجیرو اوزو است که در سال ۱۹۵۰ منتشر شد. این فیلم بر پایهٔ رمانی به همین نام اثرِ جیرو اوساراگی ساخته شد.

## گزیدهٔ بازیگران
- کینویو تاناکا
- هیدکو تاکامینه
- سو یامامورا
- کن اوئه‌هارا
- فوجیوارا نو کاماتاری
- سانائه تاکاسوگی

## برای مطالعهٔ بیشتر
- Thomson, David (2010). The New Biographical Dictionary of Film: Completely Updated and Expanded. Knopf. pp. 733, 950. ISBN 9780307594617.
- Sharp, Jasper (2011). Historical Dictionary of Japanese Cinema. Scarecrow Press. pp. 196, 221, 234. ISBN 9780810875418.